# فرانك غافني
فرانك غافني (بالإنجليزية: Frank Gaffney)‏ هو عسكري أمريكي، ولد في 18 ديسمبر 1883 في بوفالو في الولايات المتحدة، وتوفي في 25 مايو 1948.